# Orzechowczyk
Orzechowczyk (ukr. Орихівчик) – wieś na Ukrainie w rejonie złoczowskim należącym do obwodu lwowskiego.
Do 2020 w rejonie brodzkim. 

## Położenie
Na podstawie Słownika geograficznego Królestwa Polskiego i innych krajów słowiańskich: Orzechowczyk to wieś w powiecie brodzkim, 30 km na południowy wschód od Brodów, 12 km od urzędu pocztowego w Podkamieniu.